# Киярово
Кия́рово — исчезнувший хутор в Колпашевском районе Томской области. На момент упразднения входил в состав Новогоренского сельсовета. Упразднен в 1976 году.

## География
Юрты Кияровы располагались на 1297 км левого берега реки Обь, на рч. Кияровой (Берёзовой протоке), в 2,5 км (по прямой) к югу от села Иванкино. На картах XX в. отмечается Кияровский яр.

## История
Исторический населённый пункт южных селькупов (группа шёшкуп) — юрты Кияровы. Населённый пункт входил в Пиковскую инородческую волость, территория которой до второй половины XX в. являлась центром сосредоточения этнолокальной группы шёшкупов. Коренная селькупская фамилия — Кияровы. Также со второй половины XIX в. в этом посёлке также обитали селькупы Иткумовы, Ижучкины / Изучкины, Чаршины. А. Ф. Плотников упомянул в юртах Кияровых ещё одну селькупскую родовую фамилию, которая перестала существовать к началу XX в.: Догордаевы. В XX в. к фамильному составу добавились селькупы Тузаковы, Колмаковы, Истеевы, Игермаевы, Кайдало́вы, Тобольжины.
Жители юрт Иванкиных и Кияровых тесно контактировали с населением окрестных селькупских деревень-юрт от Езенгино до Ласкино. Посёлки Киярово и Тяголово были связаны с Иванкино родственными узами. Туда выходили замуж или брали там жён.
В 1897 г. здесь было 4 хозяйства — 19 человек жителей. В 1911 г.: 7 хозяйств — 21 селькуп. В конце 1930-х годов люди покинули данный посёлок (не хотели вступать в колхоз). Большинство переехало в Иванкино.
В 1928 году юрты Кияровы состояли из 8 хозяйств. В административном отношении входила в состав Иванкинского сельсовета Колпашевского района Томского округа Сибирского края.
Пока бабушка моя была жива, мы все по-остяцки дома говорили. Ярко помню, как мы с бабушкой уток ловили. У неё пленницы на уток из конского волоса сплетены были. На них мы уток поймали полный обласок. Я в пять уже вовсю и рыбу чистила, и уток щипать помогала. В ноябре отец мой на охоту уходил. Я ему помогала снасть "на удачу" сворачивать в клубок. Я держу, отец сматывает…И удача была! Весной в первый раз в обласок садились — макушку водой мочили, чтоб водяной в воду не утащил. Ещё помню, как мы всей семьёй на рыбалку ездили. Большой котёл еды варили, и перед тем, как садились есть, отец лесовика приглашал: «Шӧ̄к! Шӧ̄к! Тӧ̄ленд аургу́» (Лесовик! Лесовик! Иди есть). В лесу или на реке никто без таких слов есть не садился. В Киярово наши остяки овечек, коров, коней держали. Огороды в то время уже у всех были. Картошку и другие овощи выращивали. Когда в Иванкино переехали, долго привыкнуть не могли, что картошка там плохо родилась, мелочь одна. А уехали все из Киярово в Иванкино потому, что в колхоз не хотели. Говорили, что в Иванкино колхоза не будет, однако и там его сделали.Е.М. Тузакова-Киярова, родилась в 1934 г. в д. Киярово, записала Н.А. Тучкова в 1995 г. в г. Колпашево, Тучкова Н.А. Шёшкупы реки Оби. — Земля колпашевская. Томск, 2000. — 598 с. — с. 171.
С 1940-х годов в деревне располагалось подсобное хозяйство Кругловского дома инвалидов, которое было закрыто в 1968 году.
В 1960-е годы деревня Киярово попала в разряд неперспективных и по планам должна была быть сселена к 1975 году.
Решением № 300 Томского облисполкома от 1 декабря 1976 г. в связи с выездом населения хутор Киярово исключен из учётных данных.

### Верования
В 1961 г. в деревнях Киярово, Иготкино, Иванкино Г. И. Пелих и её студентами (ныне известными этнографами) — Н. А. Томиловым и Н. В. Лукиной были собраны ценные материалы по шаманизму южных селькупов. Их информантами были: А. С. Иткупова, В. Г. Иткупова, М. И. Киярова, Т. А. Кайдалов, М. С. Сагандукова, Р. М. Тобольжин, Е. И. Иженбина.

### Кияровская земля
Местные селькупы образовывали отдельную Кияровскую землю, на промысловые угодья которой не могли заходить селькупы Иванкино и других деревень. Границы земель у шёшкупов назывались по-русски — межа́ (мета́). Были границы (межи) между Иванкино, Киярово, Юртами, Иготкино, Тиголово. У каждого промысловика была своя охотничья тропа. Говорили так: Ми лада́й ватто́м — «наша черканная дорога». Границей между Инкиной и Кияровой землёй была река Чаршинка. Подчёркивалось, что у угодий Иванкино и Киярово «ничего общего не было», они промышляли на своей стороне. Также, когда в Иванкино внедряли в 1994 г. шёшкупский «Шё̄шӄуй букварь», созданный по языковым материалам Е.В. Сычиной, местные старики его не приняли, так как Елизавета Варламовна была родом из Киярово, а кияровцы в их представлении — это «парабельцы».
Кияровская земля считалась «змеиным местом», так как здесь водилось множество змей, от которых часто гибли люди. Известны рассказы местных жителей о нашествии змей, когда люди спасались от них в высоких амбарах на столбах.

## Население
| 1920 | 1926 | 1939 | 1959 | 1970 |
| ---- | ---- | ---- | ---- | ---- |
| 21   | ↗31  | ↗40  | ↘0   | ↗10  |

В 1926 году основным населением юрт были остяки.